# Saturnischer Tanz
Saturnischer Tanz ist ein Roman von Brian Moore, der 1964 unter dem Titel "Ein Sühnefest" bei Rütten und Loening in München erschien. Das Original kam 1957 unter dem Titel "The Feast of Lupercal" bei Little, Brown and Company in Boston und Toronto heraus.

## Handlung
Der 37-jährige Diarmuid Devine, Englischlehrer am St. Michan’s College, einer irischen katholischen Schule für Knaben in Glengormley bei Belfast, hat sich mit dem weiblichen Geschlecht überhaupt noch nicht eingelassen. Allerdings hatte Dev, wie er in seinem Umkreis genannt wird, früher mitunter von Fleischessünden mit berühmten Filmschauspielerinnen geträumt. Dev meint nun, er brauche endlich eine Frau. Es werde höchste Zeit. Eine erste Gelegenheit findet sich, als er auf einer Party, die sein Gönner und Freund, der Lehrerkollege Tim Heron gibt, Miss Una Clarke anspricht. Die 20-jährige Una, Protestantin wie ihr Onkel Tim, kommt aus Dublin. Das hübsche junge Mädchen soll in Belfast auf Wunsch ihrer Mutter Krankenschwester werden. Una hingegen schwebt eine Bühnenkarriere vor. Das trifft sich gut. Dev ist in der katholischen Laientruppe Trinity hinter den Kulissen ehrenamtlich als Inspizient tätig. Das erbauliche Stück "Mulligans Testament" soll aufgeführt werden und eine Darstellerin ist ausgefallen. Protestantinnen sind leichtlebig. Dev, der Katholik, setzt sich über solches landläufiges Vorurteil hinweg. Er gibt dem Mädchen unter vier Augen Schauspielunterricht; studiert mit ihr die Rolle ein. Zu Devs Leidwesen erweist es sich – Una hat keine Begabung. Das Mädchen sieht ihr Unvermögen ein. Dev liebt Una von Herzen. Selbst nachdem sie ihm reinen Wein – ihr Vorleben betreffend – eingeschenkt hat, lässt er nicht von ihr ab. Una war nämlich daheim in Dublin unsterblich in einen verheirateten Mann verliebt. Die Mutter wusste sich nicht anders zu helfen; schickte die Tochter zu ihrem Bruder Tim nach Belfast.
Dev kleidet sich neu ein, nimmt Tanzunterricht und führt Una aus. Die Tante Maeve und der Onkel Tim sind entsetzt. Tim liest Dev die Leviten. Der Verliebte will nicht hören und macht Una einen Antrag. Die Angebetete lässt Dev zunächst zappeln und gesteht ihm darauf ihre Liebe. Una findet sich zum Beischlaf bereit. Für beide ist es das erste Mal. Dev versagt. Er hat eine Potenzstörung. Ein wenig später dann, nachdem Una vor ihm ins Nebenzimmer geflüchtet ist, bewacht er ihren Schlaf. Da spürt Dev, die Potenz meldet sich mit Macht zurück. Zu spät. Una geht und wird von Tante Maeve ertappt, als sie frühmorgens durch das Fenster einsteigt. Erzürnt stellt Tim Heron den Kollegen auf dem College-Flur zur Rede. Die Auseinandersetzung wird belauscht. Auf der Schülertoilette ist bald ein Spottvers zu bestaunen, ein Racheakt der Schüler gegen die mit dem Rohrstock wütenden Lehrer. Der Knittelvers enthält die ganze Wahrheit und noch mehr: Dev soll den Beischlaf ausgeführt haben. Schwangerschaft als Folge der "Liebesnacht" befürchtet auch Tim Heron, der vor seiner Schwester als Aufpasser verpflichtet wurde. Das Mädchen möchte nicht zur Mutter zurückgeschickt werden und bittet Dev um Hilfe. Er soll Onkel Tim eine glaubhafte Version des nächtlichen "Abenteuers" beibringen. Verzweifelt muss Una erleben, dass Dev sich als Waschlappen, als Feigling, der es ständig allen recht machen möchte, erweist. Una kann nicht bei Dev bleiben, bei einem "Schwächling", der sie im Stich gelassen hat, als es darauf ankam.
Die zweite große Auseinandersetzung zwischen Dev und Tim findet, für alle sichtbar, mitten auf dem College-Gelände statt. Dev will Tim alles erklären; stellt sich als impotent dar. Der erboste Tim glaubt dem Freunde kein Wort und prügelt ihn mit dem Rohrstock windelweich. Der Schuldirektor Hochwürden Daniel Keogh, Doktor der Theologie, verweist die Kontrahenten nicht der Lehranstalt, sondern öffnet einen Weg zur Versöhnung. Dev, der während der Aussprache vor dem Direktor ein einziges Mal im Leben gegen den Vorgesetzten aufbegehrt hatte, fällt schließlich in seinen alten Gehorsam zurück.
Una will zu Verwandten nach London reisen. Das Mädchen und Dev gehen in bestem Einvernehmen auseinander. Man gesteht sich gegenseitige Zuneigung. Doch Dev möchte sich künftig mit Frauen nicht mehr abgeben.

## Zitat
Brian Moore zitiert Shakespeare: "Was Menschen Böses tun, das überlebt sie."

## Titel
Der Originaltitel (siehe oben) verweist direkt auf eine Begebenheit im Roman. Im Unterricht bespricht Dev das bei Shakespeare in der ersten Szene von Julius Caesar erwähnte Luperkalienfest, ein Sühnefest, auf das auch der Titel der ersten Übertragung des Romans ins Deutsche (siehe oben) hinweist. Nach dieser Englischstunde wird Dev von Tim mit dem Rohrstock auf dem Internatsgelände gezüchtigt, was der Direktor und mehrere Kollegen aus einem Fenster beobachten. Der Durchgeprügelte erduldet die Bestrafung als Akt der Entsühnung.
Der aktuelle deutsche Titel "Saturnischer Tanz" geht am direkten Text ein klein wenig vorbei, denn der Begriff wird an keiner Stelle angesprochen. Womöglich hat der deutsche Namensgeber in Verbindung mit der Toilettenschmiererei an den Brauch der Studenten gedacht, ihren Hochschullehrern alle Unbill einmal im Jahr zu vergelten.

## Rezeption
- Gemäß der Rezension durch Patrick J. Hicks: "Brian Moore’s The Feast of Lupercal and the Constriction of Masculinity" sei der Roman eine Reminiszenz an Brian Moores Jugend.

## Deutsche Ausgaben
- Brian Moore: Ein Sühnefest. Roman. Aus dem Amerikanischen von Rudolf Rocholl (Übersetzer). Rütten & Loening, München 1964, 256 Seiten, Leinen (Deutsche Erstausgabe)
- Im Rowohlt Taschenbuch Verlag erschien eine ungekürzte Ausgabe unter dem Titel Die Wölfe von Belfast, Reinbek bei Hamburg 1971, ISBN 978-3-499-11431-1
- Brian Moore: Saturnischer Tanz. Roman. Aus dem Englischen von Malte Krutzsch. 300 Seiten. Diogenes, Zürich 1995, ISBN 3-257-22781-7

Sekundärliteratur
In englischer Sprache
- Jo O’Donoghue: Brian Moore: A Critical Study. Seiten 46–59: "3. The Making of an Ulster Catholic". McGill-Queen’s University Press, Québec 1991. 266 Seiten, ISBN 0-7735-0850-3